# Camilo Pérez Jiménez
Camilo Pérez Jiménez (26 de agosto de 1992) es un deportista chileno que compitió en taekwondo. Ganó una medalla de plata en el Campeonato Panamericano de Taekwondo de 2010 en la categoría de –54 kg.

## Palmarés internacional
| Campeonato Panamericano | Campeonato Panamericano | Campeonato Panamericano | Campeonato Panamericano |
| Año                     | Lugar                   | Medalla                 | Categoría               |
| ----------------------- | ----------------------- | ----------------------- | ----------------------- |
| 2010                    | Monterrey (México)      | Medalla de plata        | –54 kg                  |